# Écorché

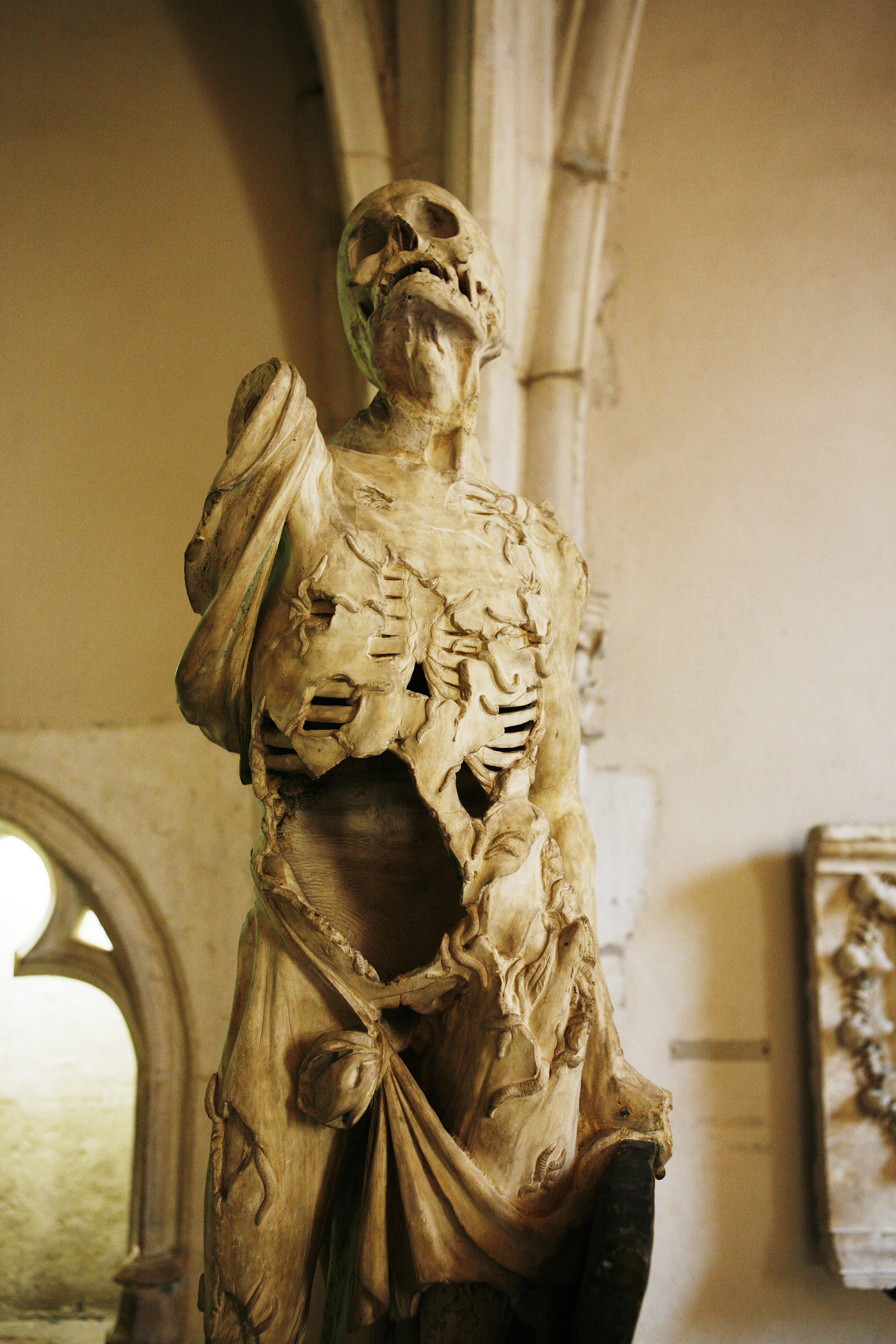
„Écorché" socha od Ligiera Richiera

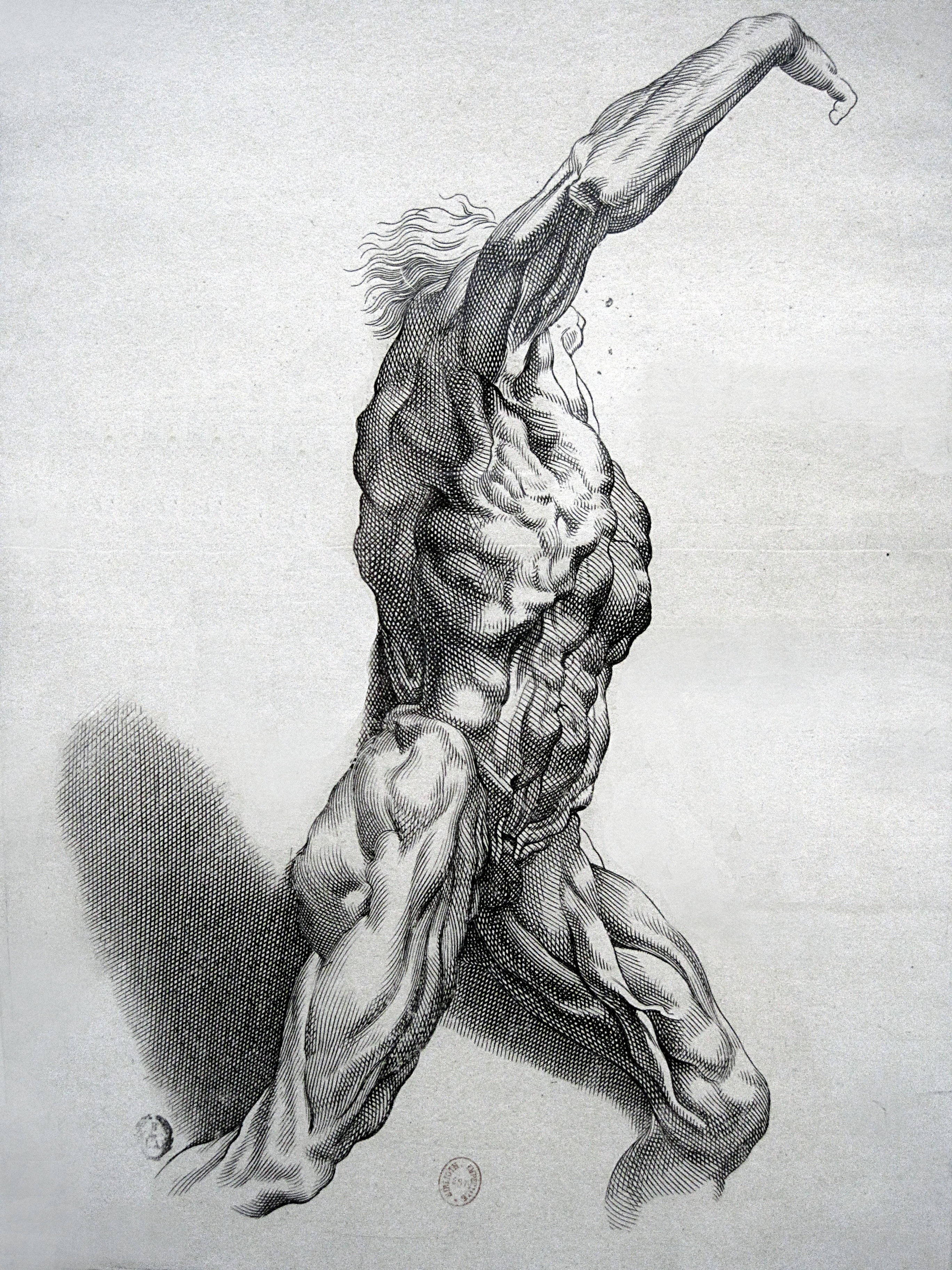
„Écorché" obrázek od Paula Pontia podle Petera Paula Rubense.

Écorché (z latinského excortocare, odloupnout '; latinský kmen: ex znamená  „z" a cortex je „ kůra") je v umění styl znázornění postav, ve kterém jsou lidé nebo zvířata zobrazeni se svaly a kostmi bez kůže.
Jako anatomická metoda označuje přípravky, kterými jsou vnitřní orgány a kosti po odstranění kůže konzervovány.

## Umění
Existují pouze náznaky, že metody podobné „écorché" byly používány již v antice. Nejstarší jasný důkaz uměleckého écorché lze najít v renesanci. U nahých postav architekt Leon Battista Alberti doporučil, aby byly nejprve nakresleny kosti a svaly a nakonec kůže.
Leonardo da Vinci použil tuto techniku ve svých prvních studiích, zobrazujících zvířata s rozebranými končetinami. Tímto způsobem dokázal velmi přesně vykreslit jemné struktury těla.
V muzeu Bargello ve Florencii se nachází bronzová anatomická postava od manýristického sochaře L.C. Chigoliho (kolem roku 1600).
Samotný termín écorché se ve francouzském jazyce objevuje poprvé v 18. století ve slovníku Dictionnaire de l’Académie françoise z roku 1787. (V současném francouzském hovorovém jazyce se slovo écorché používá k označení „svalnatého muže“.)

### Écorché „Houdon"
V roce 1766 si rektor římského kostela Santa Maria degli Angeli vybral mladého sochaře Jean-Antoine Houdona k vytvoření dvou soch: patrona kartuziánů, svatého Bruna a svatého Jana Křtitele. Náčrt „Jana Křtitele“ Houdon vytvořil ve formě anatomické postavy s využitím znalostí získaných od chirurga Segjura, který ho učil anatomii mrtvol v nemocnici Svatého Ludvíka ve Francii. Houdonův „écorché" byl vysoce ceněn jak Segjurem, tak umělci i milovníky umění. Socha byla prohlášena za nejlepší ze všech známých anatomických modelů. Ředitel Francouzské akademie v Římě, Charles Natoire získal se svolením markýze Marignyho [protektor Akademie malířství, sochařství a architektury] sádrový odlitek tohoto modelu.
Kopie „écorché“ se staly nepostradatelnou učební pomůckou ve všech uměleckých akademiích a uměleckých školách při výuce akademického kreslení a modelování. Staly se tak populární, že dostaly sochařské jméno: „hudony“.
V USA se metoda „écorché" v 21. století stále používá na různých uměleckých školách, jako jsou New York Academy of Art, Art Students League of New York a Academy of Art University v San Francisku.

## Anatomie

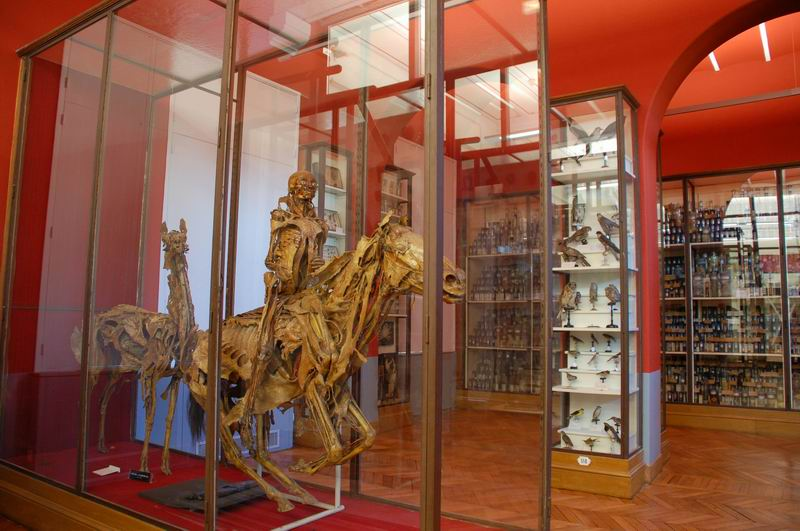
„Écorché" – preparáty od Honoré Fragonarda

Techniku anatomického preparování „écorché" lze vysledovat až do 18. století. Byla používána ve veterinární škole École vétérinaire založené v 1765/66 v Maisons-Alfort a dalších francouzských akademiích.
První ředitel veterinární školy v Alfortu, anatom Honoré Fragonard,  touto metodou vypracoval celou řadu objektů. Jeho sbírka se nachází v Musée Fragonard v Maisons-Alfort u Paříže. Zprávy od návštěvníků, zejména od německých přírodovědců a lékařů, jsou však kritické. Viděli v „écorché" jen méněcenné objekty pro výuku anatomie, oproti těm vytvořeným z vosku (moulage).